# Guosen Securities
Guosen Securities — китайская финансовая компания, одна из крупнейших брокерских компаний КНР. Штаб-квартира расположена в городе Шэньчжэнь. В списке крупнейших компаний мира Forbes Global 2000 за 2021 год заняла 866-е место (677-е по чистой прибыли, 759-е по активам и 1112-е по рыночной капитализации).

## История
Компания была основана в 1994 году под названием Shenzhen International Trust and Investment Securities Company («Международная трастовая и инвестиционная компания Шэньчжэня»), через два года была переименована в Guosen Securities («Гуосэнь Секьюритиз»). В 2008 году для осуществления международных операций была создана гонконгская дочерняя компания Guosen Securities (HK) Financial Holdings Company. В 2012 году акции Guosen Securities были размещены на Шэньчжэньской фондовой бирже.

## Акционеры
Крупнейшими акционерами являются Комитет по контролю и управлению государственным имуществом Шэньчжэня (31,1 %), China Resources SZITIC Trust Co., Ltd. (22,2 %), Комитет по контролю и управлению государственным имуществом Китая (18,4 %).

## Деятельность
Подразделения по состоянию на 2020 год:
- Управление частным капиталом и услуги институциональным клиентам — брокерские, аналитические и депозитарные услуги для частных клиентов и финансовых институтов.
- Инвестиционный банкинг — обеспечение финансирования компаний путём размещения их акций и облигаций на фондовых биржах, консультации по вопросам слияний и поглощений.
- Инвестиции и транзакции — торговля и маркетмейкинг на рынках ценных бумаг.
- Управление активами публичных и частных фондов.